# Đa trơn
Đa trơn hay Đa trụi, danh pháp khoa học: Ficus glaberrima, là một loài thực vật có hoa trong họ Moraceae. Loài này được Blume mô tả khoa học đầu tiên năm 1825. Cây thuộc loại gỗ lớn nhiều năm, cành lá non không có hoặc rất ít lông phủ. Dạng thân hợp trục, vỏ màu xám nâu có nhiều vết bong mảng. Lá đơn mọc cách so le. Phiến lá dạng thuôn dài có chiều dài 15–20 cm. Gân lá mạng lông chim, đặc biệt cặp gân từ đuôi lá sẽ chạy lên hướng đầu lá cho đến 1/4 phiến lá. Cuống là dài 1,5–3 cm. Lá kèm búp sớm rụng, cao 1,5 cm.